# Axl De Corte
Axl De Corte (24 maart 2006) is een Belgische voetballer die als doelman speelt. Hij staat onder contract bij Club Brugge en komt uit voor Club NXT, het beloftenelftal van de club dat uitkomt in de Belgische Challenger Pro League (2de divisie).

## Clubcarrière
De Corte begon zijn voetbalopleiding bij KV Mechelen, waar hij tot 2018 actief was. In dat jaar maakte hij de overstap naar de jeugdopleiding van Club Brugge. Daar doorliep hij verschillende jeugdreeksen en groeide hij uit tot een veelbelovende doelman.
In mei 2022 tekende De Corte op zestienjarige leeftijd zijn eerste profcontract bij Club Brugge. Op 7 oktober 2023 maakte hij zijn profdebuut voor Club NXT, het U23-elftal van Club Brugge in de Challenger Pro League. Op de achtste speeldag kreeg hij een basisplaats van trainer Nicky Hayen in de wedstrijd tegen Francs Borains. De Corte hield de nul en had zo een belangrijk aandeel in de 1-0-zege van zijn ploeg.
Volgens transferjournalist Sacha Tavolieri kreeg De Corte in juli 2024 een nieuw contract aangeboden door Club Brugge, een teken van het vertrouwen dat de club in de jonge doelman stelt.

## Interlandcarrière
Op 9 september 2023 werd De Corte voor het eerst opgeroepen voor de Belgische U18-ploeg. Tijdens een oefeninterland tegen 'Noorwegen bleef hij echter op de bank. Zijn debuut volgde bijna exact een jaar later, op 7 september 2024, in een oefenwedstrijd tegen Oostenrijk. De Corte stond toen voor het eerst tussen de palen bij de nationale jeugdploeg. België verloor de wedstrijd met 0-3.

## Clubstatistieken
| Seizoen         | Club            | Land            | Competitie | Competitie | Beker | Beker | Europees | Europees | Totaal | Totaal |
| Seizoen         | Club            | Land            | Sel.       | Wed.       | Sel.  | Wed.  | Sel.     | Wed.     | Sel.   | Wed.   |
| --------------- | --------------- | --------------- | ---------- | ---------- | ----- | ----- | -------- | -------- | ------ | ------ |
| 2022/23         | Club NXT        | Vlag van België | 2          | 0          | —     | —     | 2        | 1        | 4      | 1      |
| 2023/24         | Club NXT        | Vlag van België | 20         | 4          | —     | —     | —        | —        | 20     | 4      |
| 2024/25         | Club NXT        | Vlag van België | 19         | 18         | 1     | 0     | 6        | 2        | 26     | 20     |
| Carrière totaal | Carrière totaal | Carrière totaal | 39         | 22         | 1     | 0     | 6        | 2        | 50     | 25     |

## Interlandstatistieken
| Seizoen         | Land            | Vriendschappelijk | Vriendschappelijk | Kwalificatie | Kwalificatie | EK   | EK   | WK   | WK   | Totaal | Totaal |
| Seizoen         | Land            | Sel.              | Wed.              | Sel.         | Wed.         | Sel. | Wed. | Sel. | Wed. | Sel.   | Wed.   |
| --------------- | --------------- | ----------------- | ----------------- | ------------ | ------------ | ---- | ---- | ---- | ---- | ------ | ------ |
| 2023/24         | Vlag van België | 2                 | 0                 | __           | __           | __   | __   | __   | __   | 2      | 0      |
| 2024/25         | Vlag van België | 2                 | 1                 | __           | __           | __   | __   | __   | __   | 2      | 1      |
| Carrière totaal | Carrière totaal | 4                 | 1                 | 0            | 0            | 0    | 0    | 0    | 0    | 4      | 1      |

2 Romero ·
4 Ordóñez ·
8 Tzolis ·
9 Jutglà ·
10 Vetlesen ·
14 Meijer ·
15 Onyedika ·
16 Van den Heuvel ·
17 Vermant ·
19 Nilsson ·
20 Vanaken  · 
21 Skóraś ·
22 Mignolet ·
24 Osuji ·
27 Nielsen ·
29 Jackers ·
30 Jashari ·
41 Siquet ·
44 Mechele ·
55 De Cuyper ·
58 Spileers ·
62 Audoor ·
64 Sabbe ·
65 Seys ·
66 Yameogo ·
67 Et Taïbi ·
68 Talbi ·
71 De Corte ·
81 Vanden Driessche ·
84 Campbell ·
87 Furo ·
Coach: Hayen
Assistent-coach: Jonckheere